# Cortes do Reino de Aragão

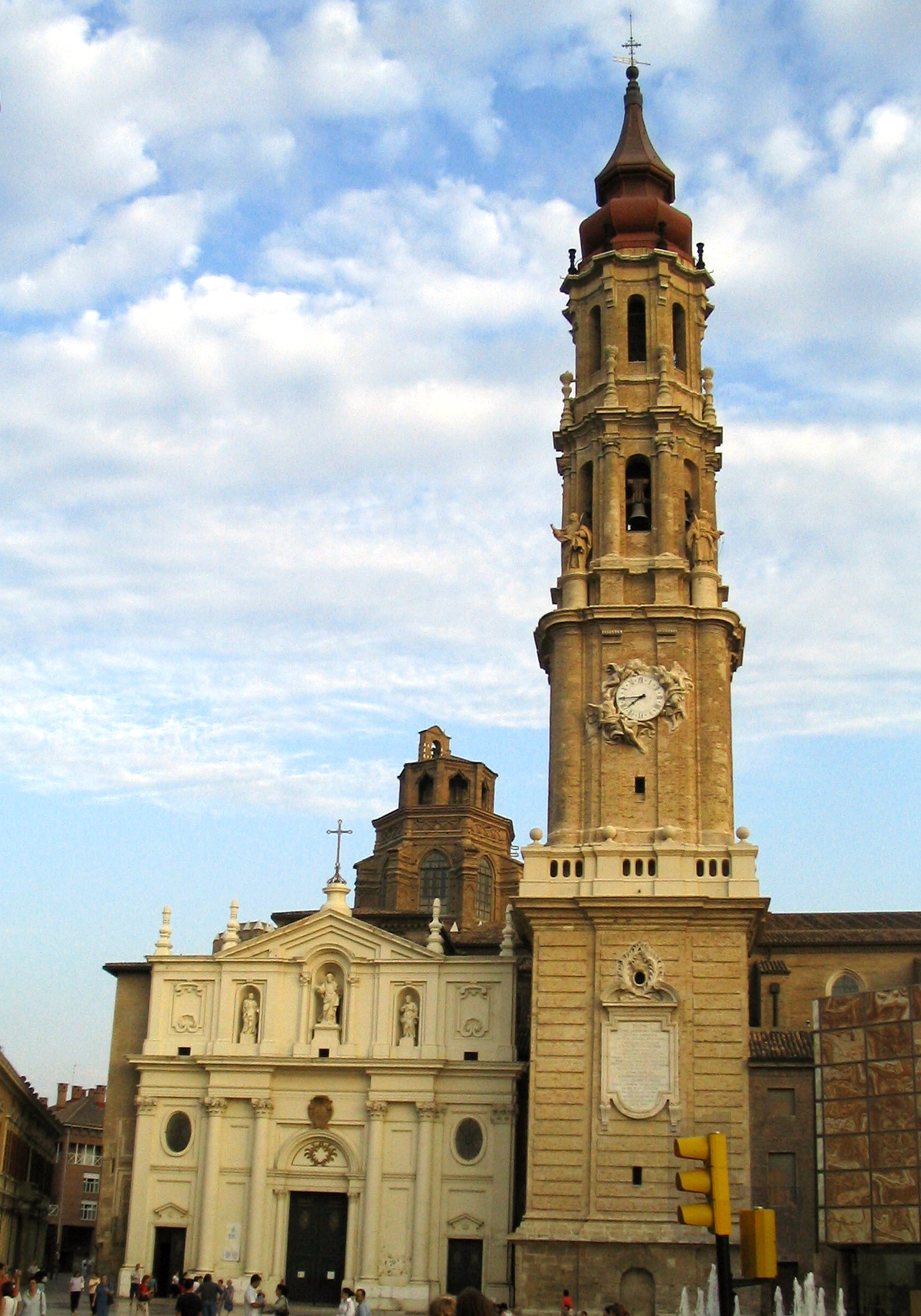
La Seo de Saragoça, onde foram realizadas várias sessões plenárias das Cortes particulares de Aragão.

A Corte geral ou Cortes Gerais do Reino de Aragão, durante a Idade Média e o Antigo Regime, era a representação estamental do Reino de Aragão, desempenhando um papel importante na vida política perante o Rei de Aragão.

## Funções e composição
As primeiras Cortes de Aragão documentadas ocorreram em 1164, na vila de Borja. Baseavam-se numa concepção pactista das relações entre rei e reino, que se pretendia justificar com os míticos Forais de Sobrarbe (Jerónimo de Blancas, Juan Francisco de Uztarroz).

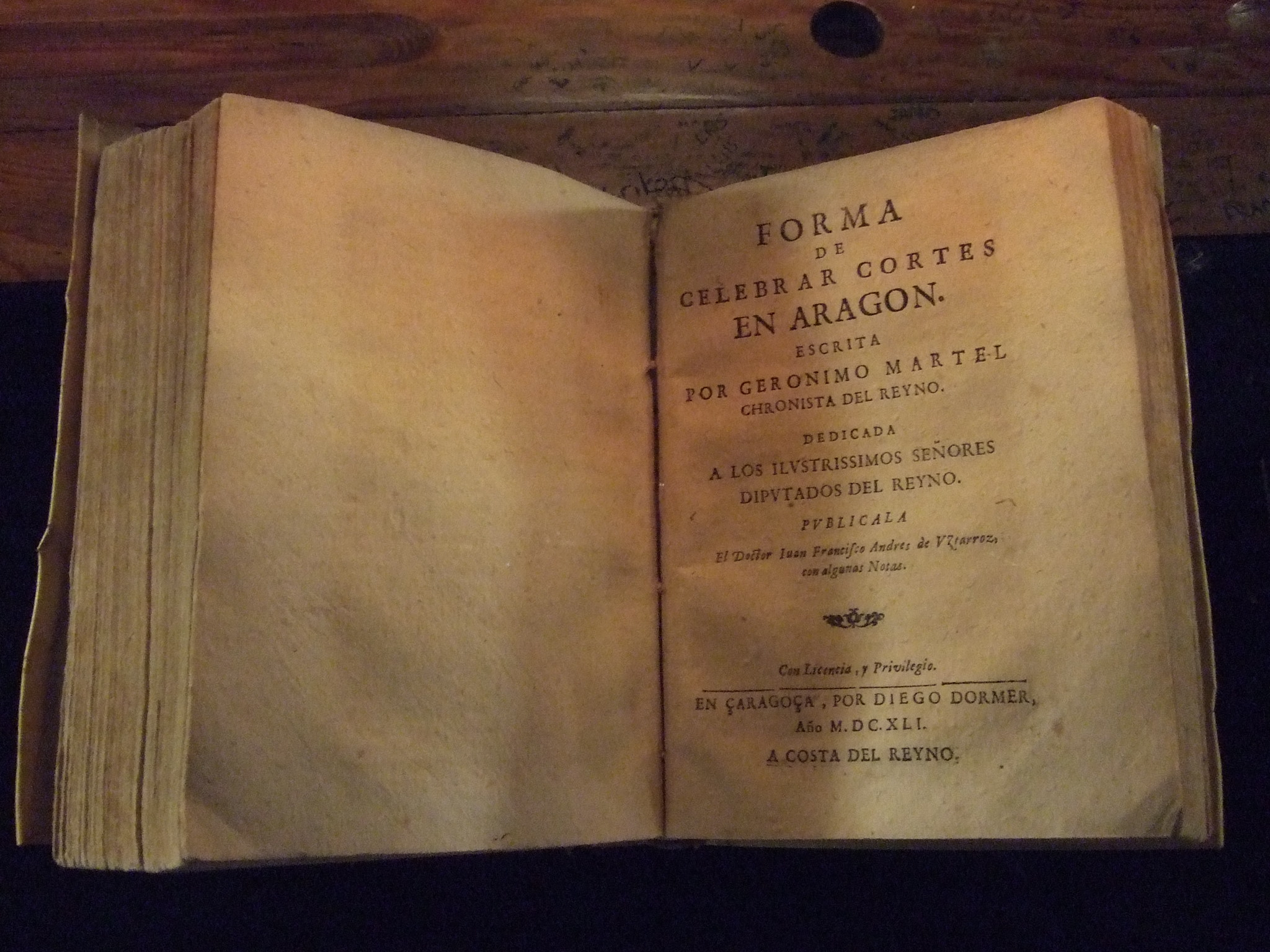
Jerónimo Martel, Forma de celebrar Cortes en Aragón, Saragoça, Diego Dormer, 1641.

Eram compostas, não por três braços (como era habitual, um por cada estamento), mas por quatro: barões e ricoshomens (alta nobreza), cavaleiros e infanções (baixa nobreza), universidades ou concelhos (vilas ou cidades de realengo) e o clero (convocado somente a partir de 1301). Cada braço reunia-se separadamente e redigia os seus greuges (queixas), após ouvir o discurso de intenções do rei e a resposta de boas-vindas de um dos bispos. Os representantes tinham de ser regnícolas (alguns estrangeiros foram admitidos por serem herdeiros no reino, como Guillem de Montcada) e varões (desde 1387, as mulheres podiam ser representadas por um varão). Além de atender possíveis agravos ou greuges, a principal função das Cortes era obter recursos para a monarquia, inicialmente para financiar guerras e, com o tempo, também para outras despesas extraordinárias, como coroações ou casamentos reais. Além disso, podiam tratar dos agravos feitos à própria realeza. Por fim, tinham competência para legislar, embora esta pudesse ser exercida pelo rei, independentemente da convocação das Cortes, servindo geralmente para resolver conflitos entre leis (ou forais) e privilégios.
A figura predominante nas Cortes era o Justiça de Aragão (instituído nas Cortes de Ejea de los Caballeros em 1265), que se sentava ao centro, nas escadas do trono real; uma precedência protocolar que era contestada por catalães e valencianos quando as Cortes se reuniam em conjunto. Uma das funções do Justiça era constatar as ausências que, se prolongadas além do prazo legal ou não justificadas (por alguma dificuldade, como a cheia dos rios ou a insegurança das bandosidades), resultavam na declaração de contumácia. Contudo, a sua principal ocupação inicial era julgar as diferenças entre o rei e os estamentos, tendo com o tempo adquirido capacidade para armar tropas para a defesa do Reino e dos forais.
A Deputação do General do Reino de Aragão ou Generalidade de Aragão funcionava como instituição permanente entre as convocações das Cortes, de modo semelhante às Generalidades de outros territórios da Coroa de Aragão.

## História
Há duas correntes historiográficas sobre o surgimento da instituição das Cortes propriamente ditas. José María Lacarra, Jesús Lalinde Abadía e Antonio Ubieto Arteta consideram como Cortes as assembleias reunidas no século XII e até em datas anteriores. Por outro lado, Luis González Antón e Esteban Sarasa Sánchez defendem que apenas a partir das Cortes de 1283, forçadas pela União de Aragão para fazer valer privilégios nobiliárquicos, a instituição se consolida, sendo as reuniões anteriores meras assembleias da Curia régia em que o rei buscava conselho junto aos nobres, mas sem o caráter de parlamento estamental que viria a ter posteriormente.
Há duas interpretações sobre o surgimento das Cortes: estudiosos como José María Lacarra, Jesús Lalinde Abadía e Antonio Ubieto Arteta consideram que já existiam assembleias nascidas no século XII e até antes. Já Luis González Antón e Esteban Sarasa Sánchez defendem que somente a partir das Cortes de 1283 — convocadas pela União de Aragão para reivindicar privilégios nobiliárquicos — é que se consolida a instituição como parlamento estamental, e que os encontros anteriores eram apenas reuniões da Curia régia, conselho do rei sem representação formal dos estamentos.
Segundo González Antón, até 1283, o rei reunia-se com a alta nobreza, às vezes com representantes urbanos, mas sem as regras parlamentares que surgiram mais tarde com a divisão estamental em quatro braços. As primeiras verdadeiras Cortes — estamentais e com frequência regular — surgiram em 1283 em Aragão, Barcelona e Valência, sob o nome de «Cort» ou «Curia», passando a ser chamadas de Cortes a partir de 1316.
Até Jaime I, não havia distinção entre cortes aragonesas e catalãs: as de Zaragoza e Huesca eram conjuntas, as de Barcelona e Tortosa exclusivas da Catalunha. Mesmo após tentativas de distinção, não se formaram cortes “nacionais” até a época de Jaime II, quando a instituição se regulamentou: periodicidade aproximada (bianual/trianual), reconhecimento do braço eclesiástico e inclusão das comunidades de aldeias.
Durante o reinado de Pedro IV (Ceremonioso), as Cortes foram convocadas com regularidade para financiar a Guerra dos Dois Pedros (1362–1363), criando o imposto das Generalidades e estabelecendo a Deputação do General como instituição permanente entre Cortes.
A partir de Alfonso V (o Magnânimo), a ausência prolongada do rei em Nápoles valorizou ainda mais as Generalidades, embora Alfonso tivesse convocado Cortes oito vezes. Juan II as convocou seis vezes e Fernando II onze, geralmente em Monzón ou zonas próximas à Castela, incluindo vários estamentos da Corona.
As Cortes aragonesas existiram até 1707, quando foram suprimidas por Felipe V através dos Decretos de Nova Planta. Os procuradores aragoneses passaram a integrar as Cortes de Castilla, escolhidos entre as cidades com voto: Zaragoza, Jaca, Tarazona, Calatayud, Borja, Fraga; posteriormente Teruel foi incluída em 1773. No século XVIII só ocorreram duas reuniões próprias (1713 e 1789), ambas em Madrid. A última assembleia das Cortes do Antigo Regime ocorreu em 1833 para juramento de Isabel II como princesa de Astúrias.